# Дитуншимахи
Дитуншимахи (дарг. ДитӀуншимахьи, в пер. «Добытая вода») — село в Левашинском районе Дагестана. Входит в состав сельского поселения Сельсовет Какамахинский.

## География
Расположено в 6 км к югу от районного центра села Леваши.

## Население
| 1895 | 1926 | 1939 | 1970 | 1989 | 2002 | 2010 |
| ---- | ---- | ---- | ---- | ---- | ---- | ---- |
| 133  | ↗152 | ↗210 | ↘156 | ↗212 | ↗404 | ↗489 |
| 2021 |      |      |      |      |      |      |
| ↗585 |      |      |      |      |      |      |